# Chapelle Notre-Dame-de-l'Immaculée-Conception de Nantes
Pour les articles homonymes, voir Chapelle de l'Immaculée Conception.
La chapelle Notre-Dame-de-l'Immaculée-Conception, couramment appelée chapelle de l'Immaculée, est un édifice religieux qui se trouve rue Malherbe dans le quartier Richebourg à Nantes en France. Construite à partir de 1470, elle prend le nom de « chapelle Saint-Antoine-de-Pade », puis après 1604 « chapelle des Minimes », avant de prendre son nom actuel après 1855.
Le bâtiment a été inscrit à l'inventaire supplémentaire des monuments historiques en 1991.
Lorsque la cathédrale Saint-Pierre-et-Saint-Paul est en restauration pendant plusieurs années, les célébrations ont alors lieu dans cette chapelle.

## Historique

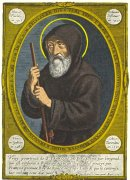
Portrait de saint François de Paule, fondateur de l'ordre des Minimes, par Jean Bourdichon (1507-1508).

### Fondation de la chapelle Saint-Antoine-de-Pade
Initialement dédiée à saint Antoine de Padoue, la chapelle est fondée par le duc François II de Bretagne en 1469, sa première femme Marguerite de Bretagne en ayant formulé le souhait avant sa mort, le 25 septembre 1469,. À l'est des remparts de Nantes, le domaine ducal comprend la terre de la Bregeollière, à l'est de la motte Saint-Pierre. Les travaux de la première partie de l'édifice sont entamés en 1470, et durent dix ans. Le chœur est achevé en 1481.
La nouvelle chapelle prend le nom de Saint-Antoine-de-Pade, et est inaugurée par l'évêque Pierre du Chaffault en présence du duc, qui y fonde une chapellenie. En 1483, à l'occasion de la venue de saint François de Paule au chevet du roi de France Louis XI alors mourant, François II lègue la chapelle à l'ordre des Minimes fondé par le religieux.

### Chapelle des Minimes
Anne de Bretagne et son mari Charles VIII de France confirment cette donation aux membres de l'ordre des Minimes en 1491. Mais la chapelle étant jugée trop proche des remparts par la communauté de la ville,,, et face à de nombreuses oppositions dont notamment celles des ordres mendiants déjà établis à Nantes, qui refusent la création d’un nouveau monastère voué à la pauvreté.
Les religieux doivent trouver une autre lieu et s'installent provisoirement sur le quai de la Fosse. Ils n'obtiennent l'autorisation de s'établir autour de la chapelle qu'en 1590. Ils se trouvent un mécène en la personne du duc de Mercœur, qui finance la construction de leur couvent, et l'intègrent effectivement trois ans plus tard. Les Minimes s'installent près de la chapelle en 1604,.
En 1626, c'est dans cette chapelle que le cardinal de Richelieu célèbre le mariage de Gaston d'Orléans, frère du roi Louis XIII, avec Marie de Montpensier. Le projet de ce mariage non souhaité est à l'origine de l'infructueuse conspiration de Chalais. Un don de Marie de Médicis permet d'achever la construction du bâtiment. Les travaux reprennent en 1630, et durent jusqu'en 1640. La façade de la chapelle est réalisée vers 1680.

### Chapelle de l'Immaculée

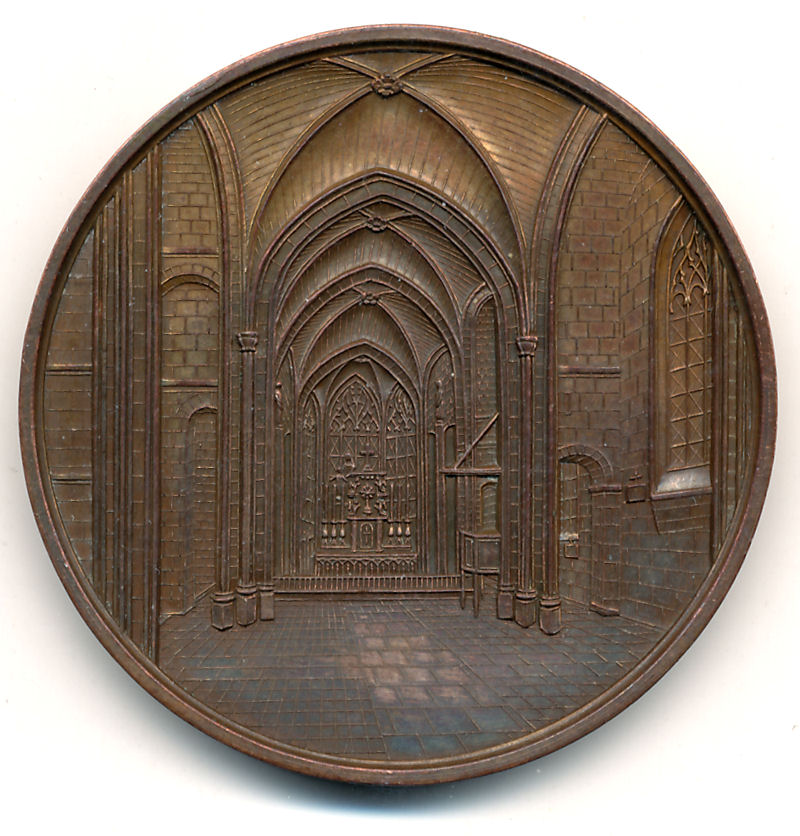
Médaille frappée à l'occasion de la restauration de la chapelle de l'Immaculée Conception en 1849

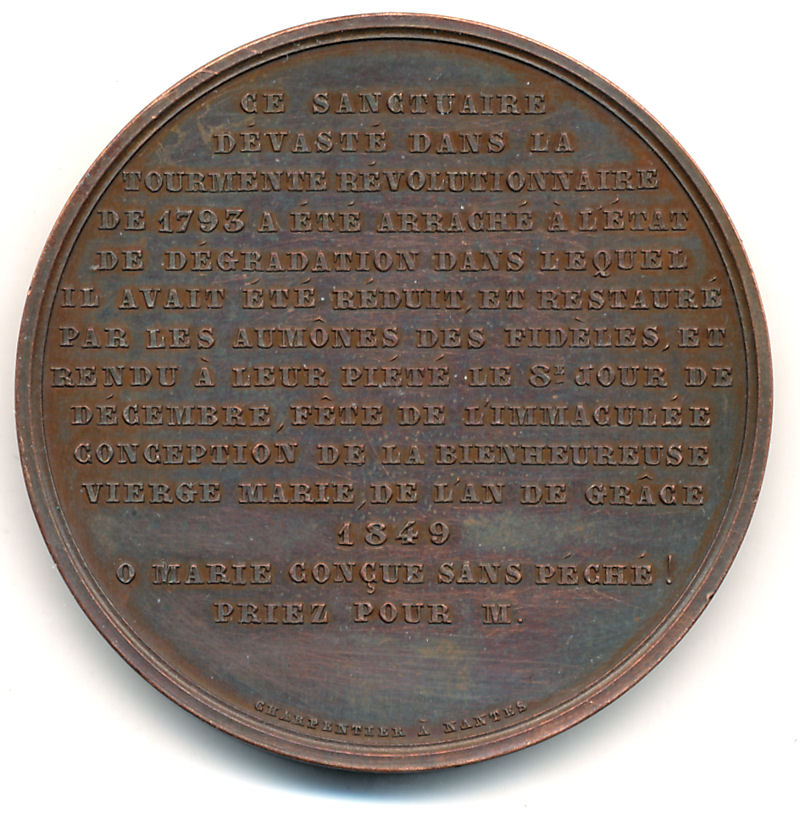
Revers de la médaille

Lors de la Révolution, les possessions des Minimes deviennent biens nationaux : les bâtiments du couvent sont transformés en filature de coton puis en raffinerie de sucre, tandis que la chapelle sert d'atelier de serrurerie et de parc à fourrage. L'abbé Lusson rachète l'édifice en 1849, et la chapelle prend alors le vocable d'Immaculée Conception ; l'architecte Théodore Nau procède à une restauration.
En 1877, la façade est refaite sous la conduite de l'architecte Bougoüin, ainsi qu'une large partie de l'intérieur de l'édifice.
Lors de la Seconde Guerre mondiale, l'édifice subit des dommages lors d'un bombardement aérien, le 15 juin 1944. La chapelle est restaurée en 1946.
Cette chapelle fait l'objet d'une inscription à l'inventaire supplémentaire des monuments historiques depuis le 28 octobre 1991,. Entre 2001 et 2004, la charpente et la couverture sont restaurées (pour un coût approchant 1 500 000 euros, réunis par les collectivités publiques). Puis l'intérieur de l'édifice est à son tour restauré entre 2009 et 2010 (pour le même montant, versé par le diocèse de Nantes).
En 2011 est lancé un projet de restauration de la façade ouest et du parvis ; le coût envisagé dépasse légèrement les 1 500 000 euros. La restauration des autres façades est à l'étude. L'ensemble de ces travaux est conduit par l'architecte du patrimoine, M. Filâtre.

## Architecture et décor
La chapelle est bâtie en granit et tuffeau. Hors-œuvre, ses dimensions extérieures sont de 43 mètres de longueur, 25 mètres de largeur et 22 mètres de hauteur. L'intérieur est de style gothique flamboyant. La hauteur sous voûte est de 13,50 mètres.
La partie la plus ancienne est le chœur, dont la construction est contemporaine des travaux entamés sur la cathédrale voisine. L'architecture de la chapelle du XVe siècle suit un plan en croix classique (travée de nef, travée de chœur, deux chapelles latérales et abside à trois pans). Les voûtes principales sont accentuées. L'ensemble respecte les caractéristiques de l'architecture gothique du XVe siècle. Pour certains, la réalisation laisse envisager la contribution de l'architecte de la cathédrale de Nantes, Mathurin Rodier, ou d'un de ses assistants.
Les vitraux plus récents ont pour thème le mariage de Gaston d'Orléans avec Marie de Montpensier.
La partie instrumentale de l'orgue, restaurée en 1865 par Louis Debierre, est classée au titre des monuments historiques depuis le 17 mars 2008.

## Description

### Intérieur

#### Chapelle dite du Suffrage
Détails du retable de l'autel.

#### Chapelle de la Vierge Marie
La peinture représente la première apparition de la Vierge Marie à sainte Bernadette.

#### Chapelle duSacré-Cœur de Jésus
L'autel et le tabernacle sont en marbre blanc

#### Lechœur
Les trois ensembles de vitraux représentent :
- à gauche : l'Assomption de Marie. Partie basse (de gauche à droite) : ?
- au centre : le couronnement de la Vierge. Partie basse (de gauche à droite) : la fuite en Égypte, Jésus retrouvé au temple, la crucifixion de Jésus avec Marie au pied de la croix avec saint Jean l'évangéliste, la dormition
- à droite : l'Immaculée Conception. Partie basse : le Péché originel, (de gauche à droite) : Adam et Éve et le fruit défendu, le serpent, et l'expulsion du jardin d'Éden

## Galerie

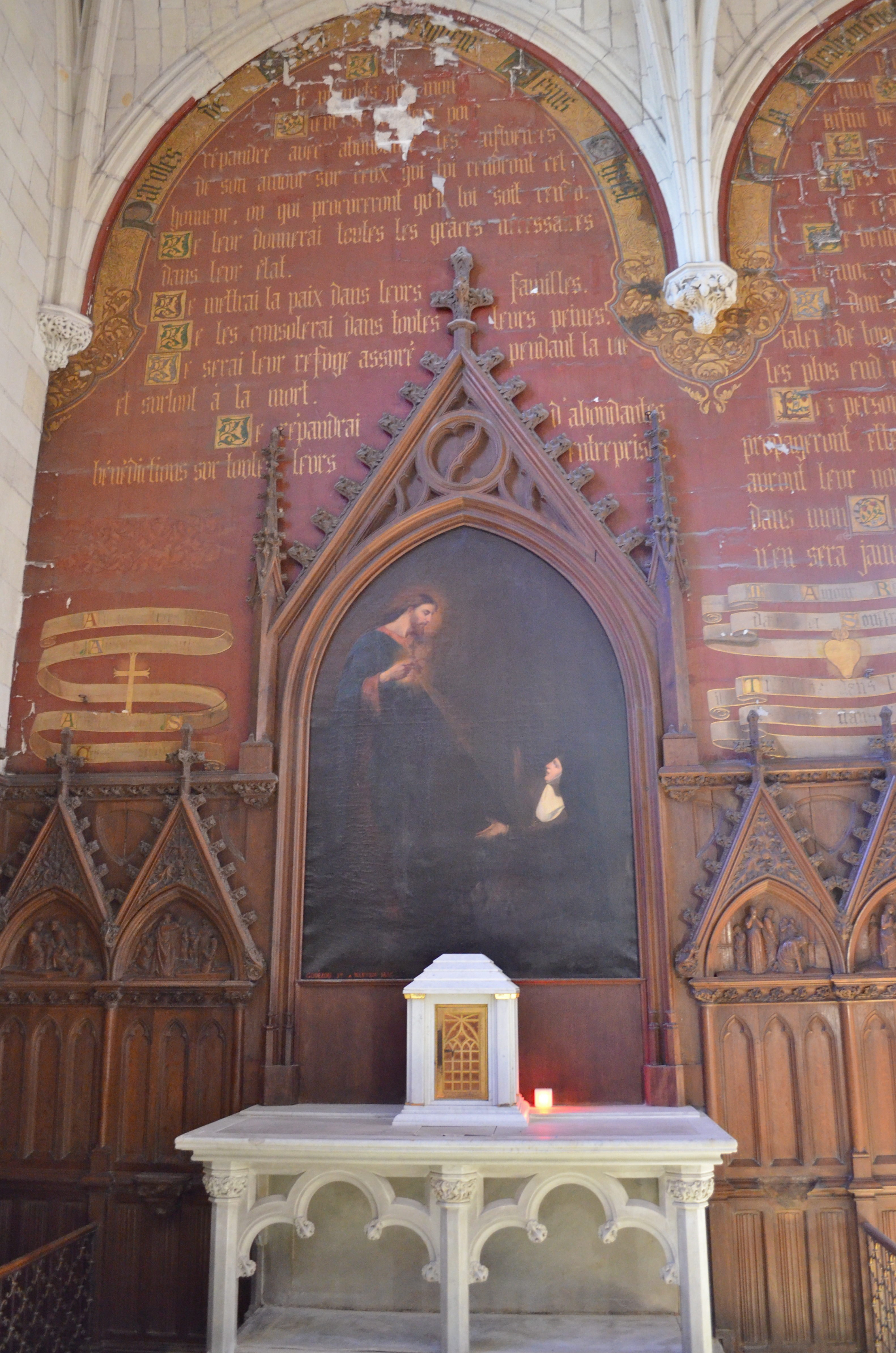
Chapelle du Sacré-Cœur de Jésus. Le tableau représente la révélation du Sacré-Cœur à Ste Marguerite-Marie Alacoque.
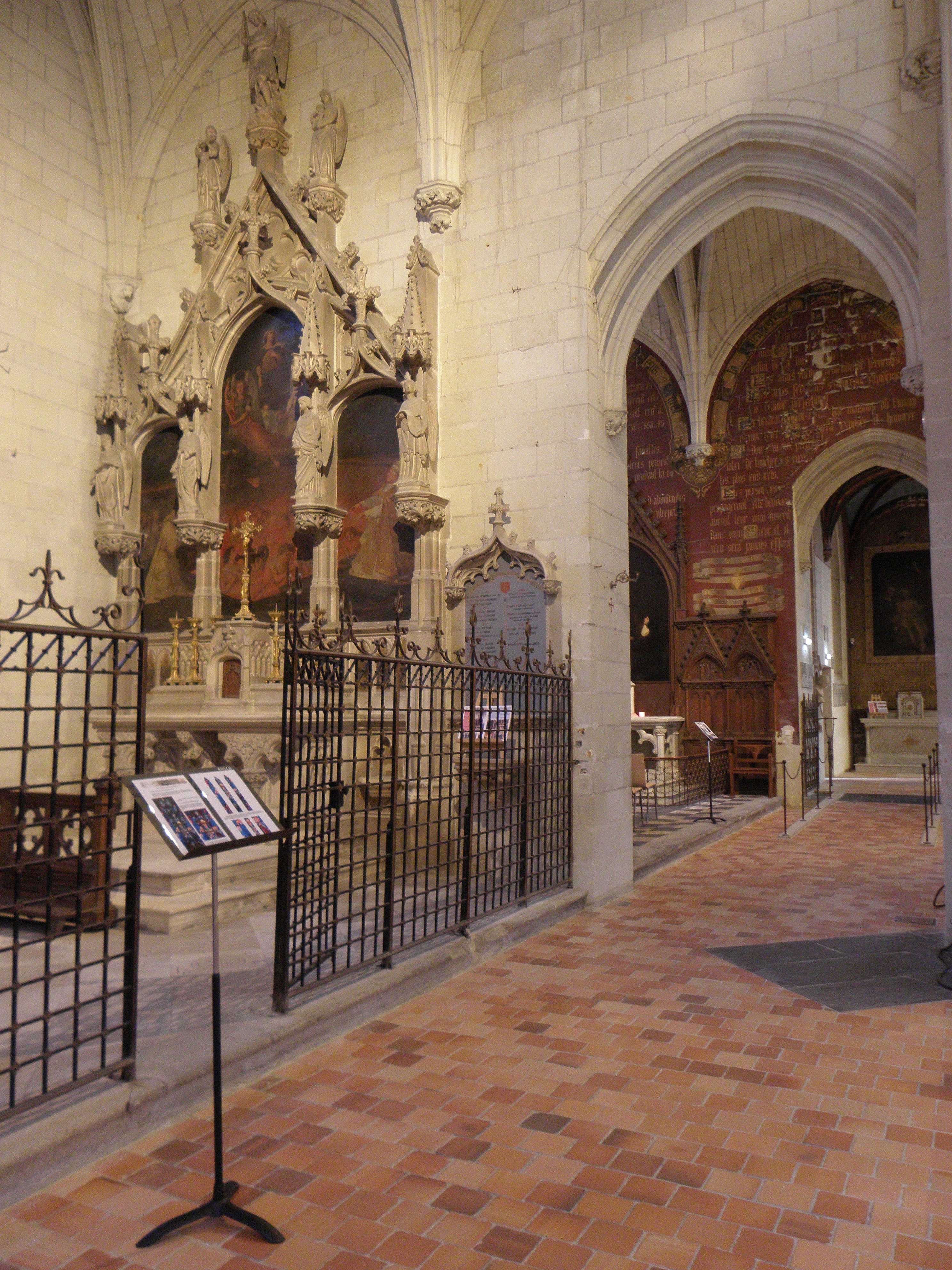
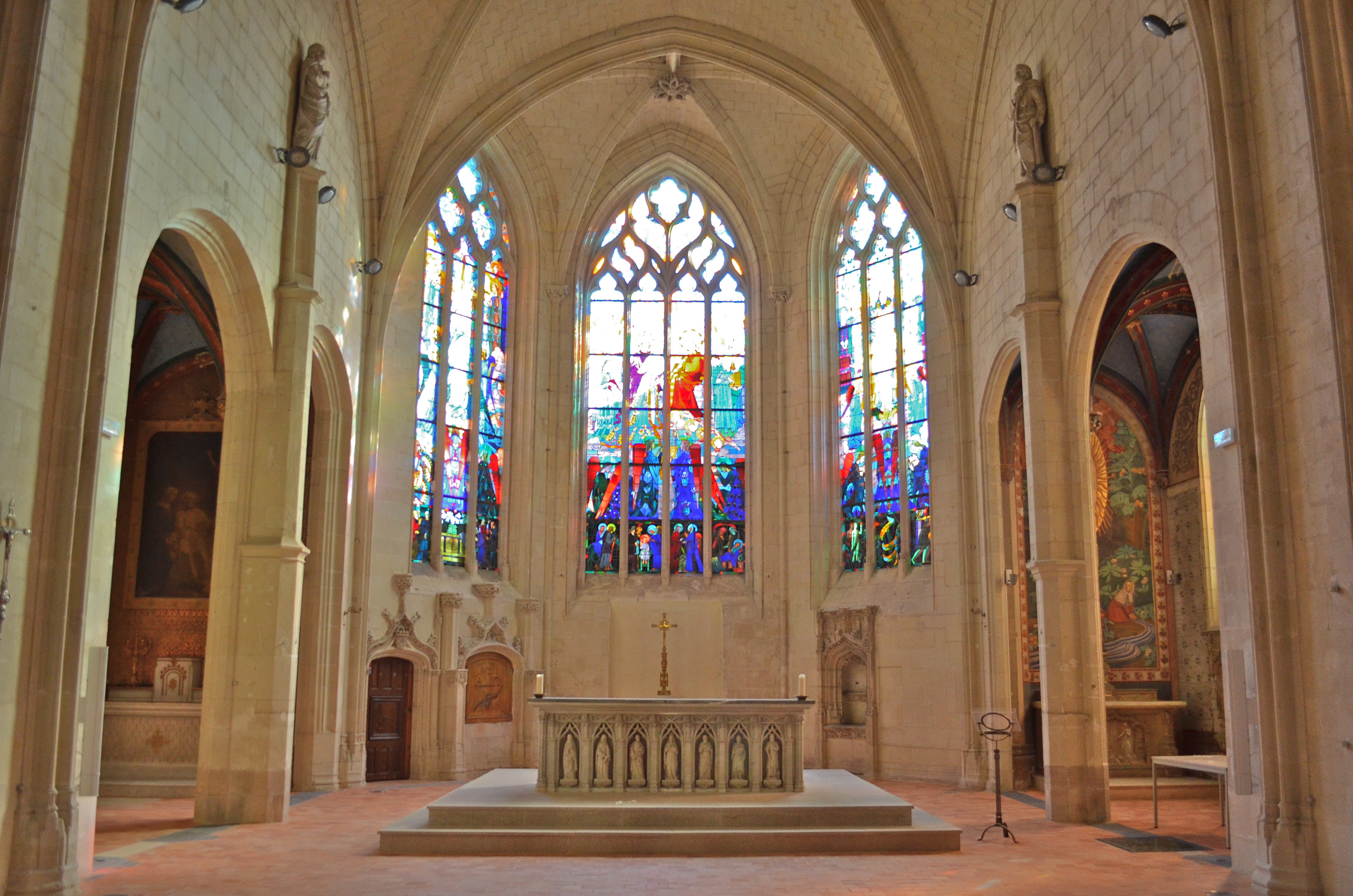
Le chœur.
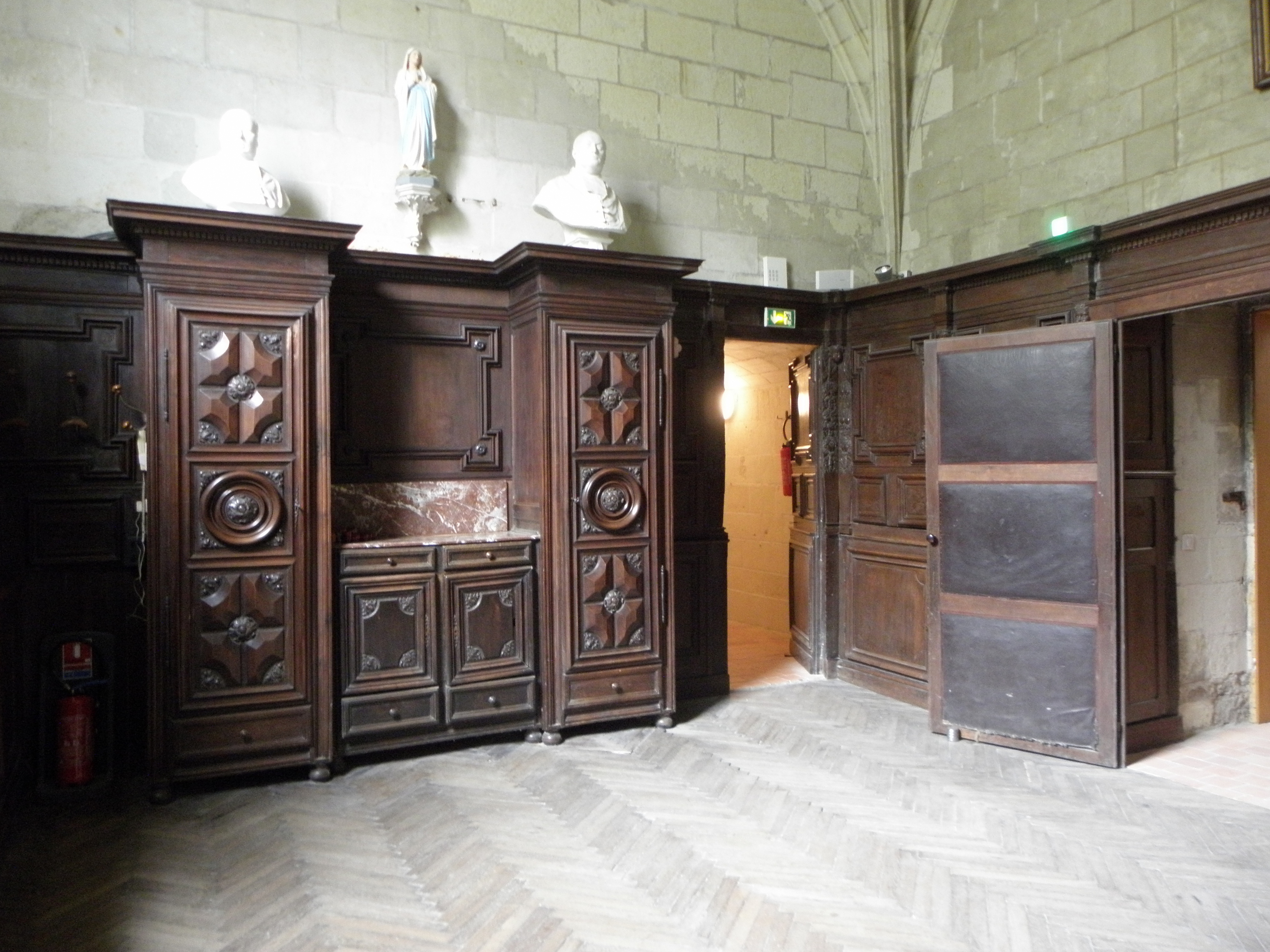
Sacristie.
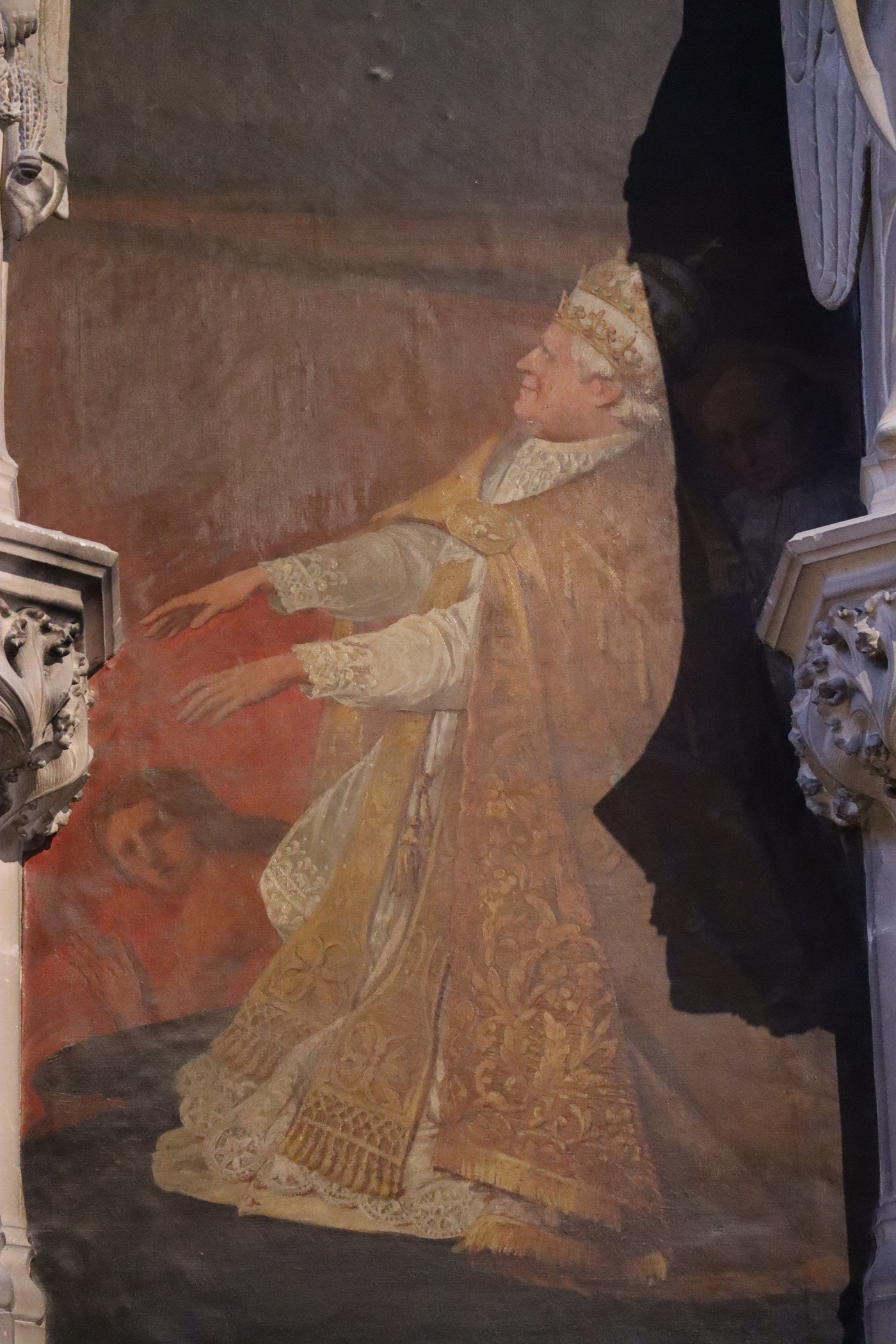
Peinture du pape Pie IX.
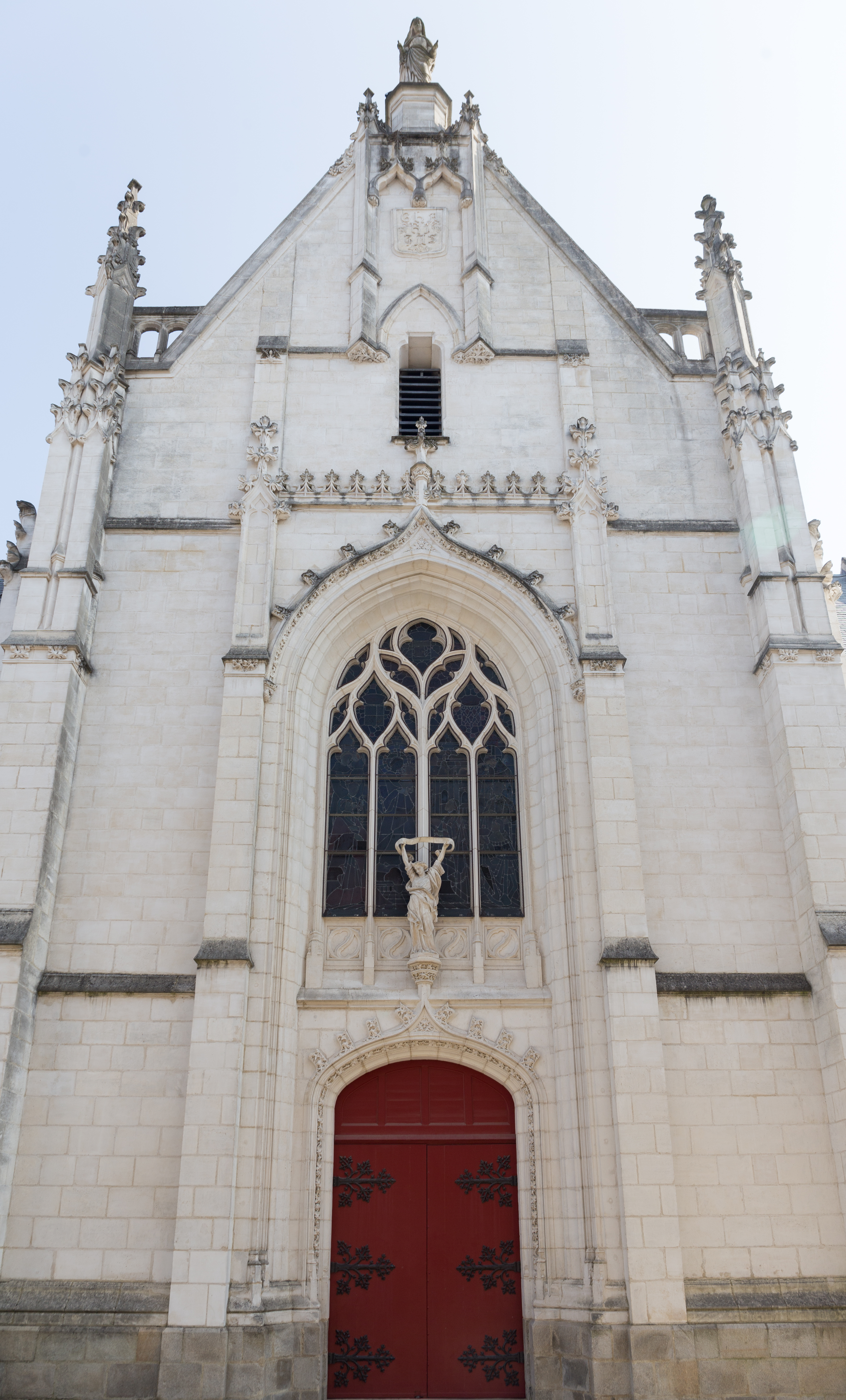
Façade occidentale.
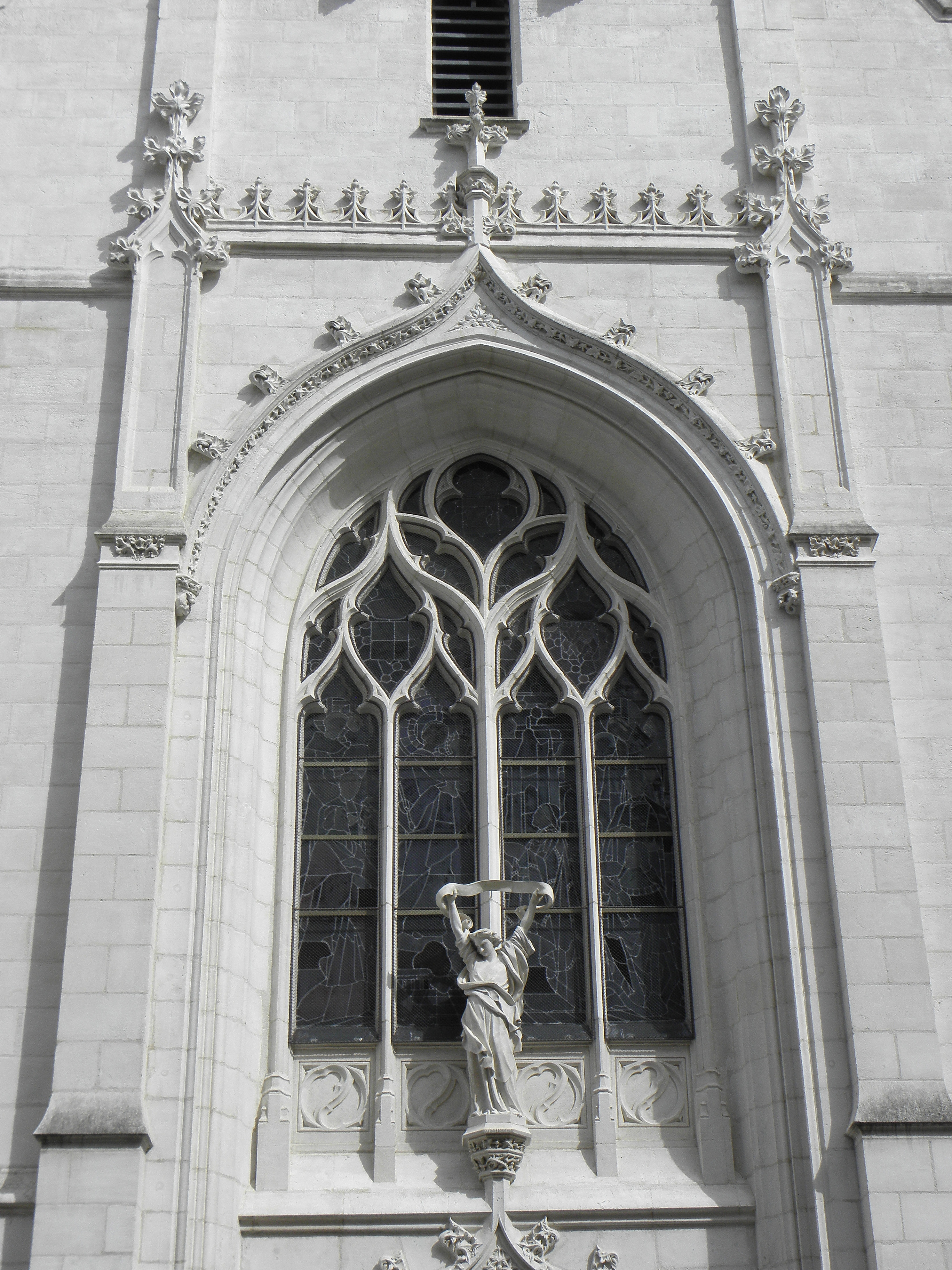
Détail de la façade occidentale.
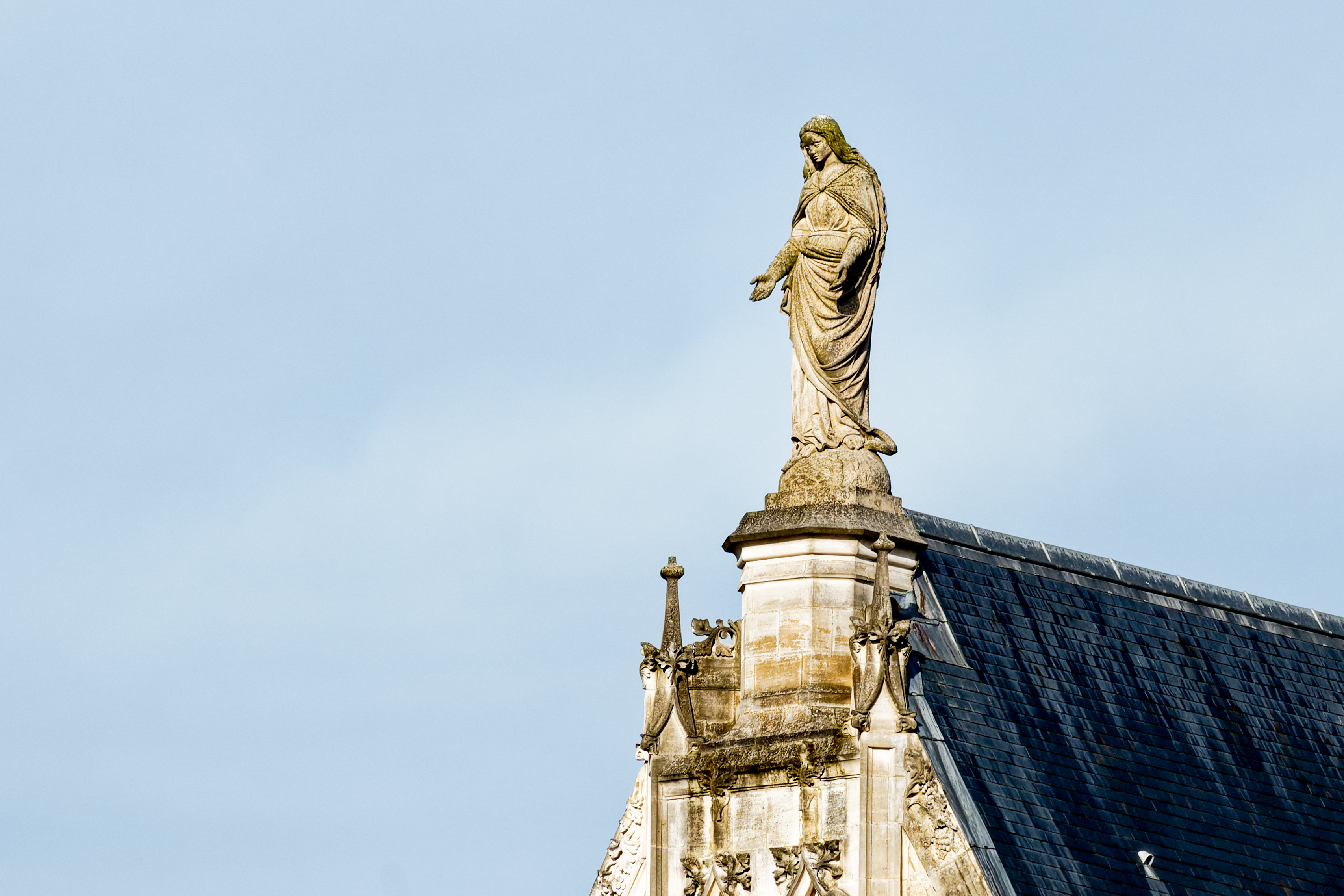
Notre Dame de l'Immaculée Conception.